# ساموآی آلمان
ساموآی آلمان (به آلمانی: Deutsch-Samoa) قیمومتی بود از آنِ امپراتوری آلمان در فاصلهٔ سال‌های ۱۹۰۰ تا ۱۹۱۴ میلادی و دربرگیرندهٔ جزیره‌های اوپولو، ساوائی‌ئی، آپولیما و مانونو که امروزه بخشی از دولت مستقل ساموآیند. این مستعمره تنها مستعمرهٔ آلمان در اقیانوس آرام بود که زیر نظر گینه نو آلمان اداره نمی‌شد.